# Sorges et Ligueux en Périgord
Sorges et Ligueux en Périgord község Franciaország Új-Aquitania régiójában, Dordogne megyében. Új községként 2016. január 1-jén jött létre két korábbi község: Sorges és Ligueux egyesítésével. Lakosainak száma 1639 fő (2022. január 1.).

## Népesség
| Lakosok száma | 1565 | 1577 | 1590 | 1601 | 1612 | 1639 |
|               | 2017 | 2018 | 2019 | 2020 | 2021 | 2022 |